# MY LIFE IS MY LIFE
『MY LIFE IS MY LIFE』（マイライフイズマイライフ）は、椎名慶治の3枚目のオリジナルアルバム。2016年1月6日に発売された。

## 内容
椎名慶治のアルバムとしては7作目の作品で、オリジナルアルバムとしては3作目である。前作『S』から約3年ぶり、ミニアルバム『I & key EN II』から約2年ぶりにリリースされた。収録曲の「ウェザーリポート」は、TBS系『チューボーですよ!』のエンディングテーマ、「シャクシャク」はテレビ東京系『ソレダメ!〜あなたの常識は非常識!?〜』のエンディングテーマに起用されていた。
アルバムのタイトルは、1stソロライブの『RABBIT-MAN』で発せられた「俺は俺だよ! 」と言う椎名の言葉からつけられている。

## 収録曲
1. HIGH & HIGH
作詞:椎名慶治・井上洋平、作曲:椎名慶治、編曲:ZERO・新井弘毅
2. 人生スパイス–go for broke-（Horn Mix）
作詞:椎名慶治、作曲:田淵智也、編曲:新井弘毅、田淵智也
  - I & key EN IIに収録
3. 言いたくて言えなかった
作詞:椎名慶治、作曲:椎名慶治・山口寛雄、編曲:磯貝サイモン
4. ボクのアトラクション
作詞:椎名慶治、作曲:椎名慶治・山口寛雄、編曲:中西亮輔
5. フラストレーションNo.5
作詞・作曲・編曲:椎名慶治
6. キミノモンスター☆
作詞・作曲・編曲:椎名慶治
7. MY LIFE IS MY LIFE
作詞:椎名慶治・野口圭、作曲:椎名慶治・山口寛雄、編曲:山口寛雄・椎名慶治・新井弘毅・磯貝サイモン
8. 絵空事に
作詞:椎名慶治・野口圭、作曲編曲:椎名慶治・山口寛雄、編曲:山口寛雄・松ヶ下宏之
9. ささくれ
作詞・作曲・編曲:椎名慶治
10. ウェザーリポート
作詞:椎名慶治、作曲:椎名慶治・山口寛雄、編曲:橋口靖正
  - TBS系『チューボーですよ!』2016年1月〜3月度エンディング・テーマ
11. シャクシャク
作詞・作曲・編曲:椎名慶治
  - テレビ東京系『ソレダメ!〜あなたの常識は非常識!?〜』1月クールエンディング・テーマ

## MV
「人生スパイス-go for broke-」 - YouTube
「MY LIFE IS MY LIFE」 - YouTube